# 科内利娅·库尼施
科内利娅·库尼施（德語：Kornelia Kunisch，1959年10月17日—），旧姓埃尔贝（Elbe），德国女子手球运动员。她曾代表东德参加1980年夏季奥林匹克运动会手球比赛，获得一枚铜牌。